# هلا نيونت
هلا نيونت (مواليد 11 أبريل 1938) هو ملاكم ميانماري، مثّل بلاده في الألعاب الأولمبية الصيفية 1960.

## روابط خارجية
هلا نيونت على موقع أوليمبيديا (الإنجليزية)